# Ordina Open 2002
L'Ordina Open 2002 è stato un torneo di tennis giocato sull'erba. È stata la 13ª edizione dell'Ordina Open, che fa parte della categoria International Series nell'ambito dell'ATP Tour 2002, e della Tier III nell'ambito del WTA Tour 2002. Sia il torneo maschile che quello femminile si sono giocati al Autotron park di Rosmalen, vicino 's-Hertogenbosch nei Paesi Bassi, dal 17 al 23 giugno 2002.

## Campioni

### Singolare maschile
Sjeng Schalken ha battuto in finale  Arnaud Clément con il punteggio di 3–6, 6–3, 6–2

### Singolare femminile
Eléni Daniilídou ha battuto in finale  Elena Dement'eva con il punteggio di 3–6, 6–2, 6–3

### Doppio maschile
Martin Damm /  Cyril Suk hanno battuto in finale  Paul Haarhuis /  Brian MacPhie con il punteggio di 7–6, 6–7, 6–4

### Doppio femminile
Catherine Barclay-Reitz /  Martina Müller hanno battuto in finale  Bianka Lamade /  Magdalena Maleeva con il punteggio di 6–4, 7–5